# 小行星5418
小行星5418（英語：5418 Joyce）是一颗围绕太阳公转的小行星。1981年8月29日，安東寧·姆爾科斯在克列特发现了此天体。
这颗小行星的绝对星等为244.55960等。